# Reeder (Dakota Północna)
Reeder – miasto w Stanach Zjednoczonych, w stanie Dakota Północna, w hrabstwie Adams.